# Fernando de Portugal y Aragón
Fernando de Portugal y Aragón (Abrantes, 5 de junio de 1507 - Abrantes, 7 de noviembre de 1534) era un infante de Portugal que se convirtió en duque de Guarda y de Trancoso. Era hijo de Manuel I de Portugal y de su segunda esposa, la infanta María de Aragón, cuarta hija de los Reyes Católicos.

## Biografía
El infante Fernando de Portugal y Aragón había nacido el 5 de junio de 1507 en la localidad de Abrantes del Reino de Portugal, siendo hijo del rey Manuel I y de su segunda esposa María de Aragón, cuyos padres eran los reyes Isabel I de Castilla y Fernando II de Aragón.
Fue hecho duque de Guarda y de Trancoso siendo bastante joven, y recibió las rentas de otras diversas villas portuguesas como Alfaiates, Sabugal, Abrantes, Lamego y Marialva. Fue una persona interesada en la cultura, intentando hacer un árbol genealógico de la dinastía portuguesa pidiéndole ayuda a su hermano Juan III, aunque no lo pudo terminar.

## Matrimonio, descendencia y muerte
El infante Fernando de Portugal y Aragón se unió en matrimonio en 1530 con Guiomar Coutinho, condesa de Marialva y de Loulé, y tuvieron de este enlace dos hijos:
- Luisa (1531 - 3 de octubre de 1534), fallecida en la infancia poco antes que sus padres.
- Un varón (1 de agosto de 1533), muerto al nacer.

El año 1534 probó ser fatal para la familia del infante Fernando: el 3 de octubre fallece su hija Luisa y el 7 de noviembre el propio infante fallece en su ciudad natal de Abrantes, siendo sepultado en la iglesia de Santo Domingo de aquella población. Su esposa Guiomar, fallecería el 9 de diciembre, siendo sepultada junto a su esposo e hijos en la iglesia de Santo Domingo de Abrantes. 
En 1581 el rey Felipe II de España ya elegido rey de Portugal, mandó trasladar el cuerpo del infante al Monasterio de los Jerónimos para que repose junto a sus padres y hermanos.